# West-szindróma
A West-szindróma vagy West szindrómája egy ritka, epilepsziával járó rendellenesség az újszülötteknél. Egy angol orvos, William James West (1793–1848) után nevezték el, aki elsőként írta le a betegséget, cikke 1841-ben a The Lancet című orvosi folyóiratban jelent meg. A leírás voltaképpen saját gyermekének James Edwin Westnek (1840–1860) állapotát taglalta. A tünetegyüttes további elnevezései: "Generalized Flexion Epilepsy", "Infantile Epileptic Encephalopathy", "Infantile Myoclonic Encephalopathy", "jackknife convulsions", "Massive Myoclonia" és "Salaam spasms". Az "infantile spasms" kifejezést használják arra, hogy a betegségre jellemző rohamtípust leírják, de a betegség szinonimájaként is használatos. A mai klasszifikáció szerint a West-szindróma az infantilis görcsök, a patológiás EEG hullámok (hypsarrhythmia), és a fejlődési visszamaradás triásza – bár a nemzetközi definíció szerint elég a háromból kettőnek fennállnia a diagnózishoz.
A szindróma korhoz kötött, általában a 3. és 12. hónap között kezdődik, leggyakrabban az 5. hónapban manifesztálódik. Különböző okai vannak („polietiológia”). Gyakran az agy organikus diszfunkciója okozza, mely kialakulhat születés előtti (prenatálisan), szülés közben (perinatálisan) vagy születés utáni (posztnatálisan).

## Klinikai leírás
A West-szindrómás kisgyermekeknél megfigyelhető epilepsziás rohamok három csoportba sorolhatóak, ezeket összefoglalóan infantilis görcsöknek nevezik. Tipikusan a rohamok alábbi triásza jelentkezik; míg a három típus többnyire egyidejűleg jelentkezik, előfordulnak esetek, melyekben egymástól függetlenek.
- Villámrohamok (lightning atacks): Az egész testre, vagy számos testtájra kiterjedő, a másodperc töredékéig tartó, hirtelen, súlyos myoklónusos izomrángások, a lábak hajlított állapotban vannak (általában a flexor izmok konvulziója erőteljesebb, mint az extenzoroké).
- Biccentő rohamok: A torok és nyak flexor (feszítő) izmainak rángása, mialatt az áll görcsösen rángatózik a mellkas felé, vagy a fej befelé ráng.
- Szálem- vagy bicskarohamok: A hajlító izmok görcse, a fej és törzs hirtelen előrehajlásával, egyidejűleg a karok emelésével és hajlításával, mialatt kezeit a mellkas felé húzza és/vagy hadonászik. Ez a mozdulatsor lassan kivitelezve a köszöntési ceremóniára hasonlít (szálem), amiről a rohamforma a nevét kapta.

## Előfordulás
3200-3500 élve születésből 1 csecsemőt érint. Fiúknál gyakoribb, a nemek aránya körülbelül 56:44. 50 esetből körülbelül 45-nél az első roham a 3. és 12. hónap között következik be. Ritkább esetben már megjelenik az első két hónapban, vagy csak a 2-4 életév között.

## Okok
Ez idáig azonosítatlan biokémiai folyamatok vezetnek a West-szindróma kialakulásához. Feltételezik, hogy a neurotranszmitterek funkciózavara, vagy még pontosabban a GABA (gamma-aminovajsav) szintetizációs folyamatának zavara. Egy másik vizsgált lehetőség a corticotropin-releasing hormon túltermelése. Lehetséges, hogy több ok áll a háttérben. A ma használt gyógyszerek hatása mindkét feltevést alátámasztja.

### Rejtett eredetű
Ha közvetlen ok nem mutatható ki, de van egyéb neurológiai rendellenesség, rejtett eredetű West-szindrómáról beszélünk. Valószínűsíthető, hogy itt is van a háttérben meghúzódó kiváltó ok, de ezen okot még a mai modern technikával sem lehet kimutatni. A West-szindróma ezen fajtája gyakran együtt jár az idiopátiás formával.
Előfordul, hogy egy családban több gyerek is érintett. Ilyenkor szintén rejtett eredetű West-szindrómáról van szó, melyben genetikai, és örökletes hatások játszanak szerepet. Ismertek olyan esetek is, ahol a West-szindróma generációról generációra jelentkezik a fiúknál; ehhez a nemi (X) kromoszómának lehet köze.

### Idiopátiás
Idiopátiás West-szindrómáról beszélünk, ha a tünetek hátterében ok nem mutatható ki.
Fontos diagnosztikai kritériumok:
- Szabályos fejlődés a rohamok jelentkezése előtt, vagy a terápia megkezdéséig
- A neurológiai és neuroradiológiai vizsgálatok nem mutatnak patológiás eltérést
- A görcsöknek nincs nyilvánvaló oka.

A mai gyógyszereknek köszönhetően ezek egyre ritkábbak.

## Tünetek
Ha kimutatható egy ok, az esetet tüneti West-szindrómának sorolják be, hiszen a rohamok eltérő problémát is jelezhetnek. Szinte minden agykárosodáshoz kötődhet, melyek lehetnek pre-, peri- vagy posztnatálisak. Ezekre pár példa:
A gyerekek 1/3-ánál az agy súlyos organikus rendellenességéről van szó. Ezek lehetnek:
- Mikrokefália
- Kortikális diszplázia
- Cerebrális atrófia
- Liszenkefália
- Bakteriális meningitisz
- Fakomatózis (szklerózis tuberóza)
- Aicardi-szindróma
- Kefálhematóma
- Vaszkuláris malformáció

Továbbá az egyéb okok közül is egyre többet neveznek meg a szakirodalomban:
- Incontinentia pigmenti
- Foix–Chavany–Marie-szindróma
- Patau-szindróma (13-as kromoszóma triszómia)
- Sturge–Weber-szindróma
- Idegrendszeri anyagcserezavarok
- Születési fertőzések (pl. cytomegalovirus)
- Hipoglikémia
- Fulladás vagy hipoxia okozta agykárosodás (pl. születés közbeni oxigénhiány), periventrikuláris leukomalacia, cephalhematoma, agyi vérellátási probléma, vagy az agykárosodás olyan formái, melyeket az idő előtti születés okoz.

Ismertek olyan esetek is, melyekben az első rohamok a védőoltást követően jelentkeztek, pl. kanyaró, mumpsz, rubeola, tetanusz, pertuszisz (szamárköhögés), diftéria, gyermekbénulás, hepatitisz B, haemophilus influenza oltást követően. Nem mutattak ki okozati összefüggést az immunizáció és a West-szindróma között, mivel a stressz egy közismert rohamkiváltó faktor, és az immunizáció abban az időszakban történik, amikor a West-szindróma általában nyilvánvalóvá válik.

### West-szindróma Down-szindrómás csecsemőknél
A Down-szindrómás gyerekek 1-5%-ánál jelentkezik West-szindróma. Az epilepszia ezen formája viszonylag nehezen kezelhető azokban az esetekben, ahol a Down-szindrómára jellemző kromoszóma rendellenesség nem mutatható ki. Azoknál a gyerekeknél azonban, akiknél Down-szindrómát is megállapítottak, a West-szindróma enyhébb, gyógyszeres kezelése pedig hatékonyabb. A German Down Syndrome InfoCenter 2003-ban megfigyelte, hogy ami normális egy súlyos epilepszia esetében, az viszonylag enyhének tekinthető ezekben az esetekben.
Down-szindrómás gyerekek esetében az EEG görbék szimmetrikusabbak, és kevesebb szokatlan jel található rajtuk. Bár nem minden gyerek szabadul meg teljesen a rohamoktól a gyógyszerek hatására, a Down-szindrómás gyerekeknél ritkábba alakul ki Lennox–Gastaut-szindróma, vagy az epilepszia egyéb formái, mint azon gyerekek esetében, akiknél nincs jelen a 21-es kromoszóma járulékos, örökletes anyaga (rendellenessége). Annak oka, hogy a Down-szindrómás gyerekek kezelése miért egyszerűbb, ma ég nem ismert.
Azoknál a Down-szindrómás gyereknél azonban, akiknek a rohamait mégis nehéz kontrollálni, fennáll az autizmus spektrumzavar veszélye.

## Kezelése
Az epilepszia egyéb formáival összehasonlítva a West-szindróma kezelése bonyolult. A kezelés sikerességének növelésében, illetve a hosszú távon kialakuló negatív következmények visszaszorítása érdekében nagyon fontos a korai felismerés, és a kezelés mihamarabbi megkezdése. Sajnos még ez sem jelent garanciát a kezelés sikerességére nézve.
Az eddigi kutatások szegényesek, arra próbálnak választ találni, hogy a kezelés formája befolyásolja-e a hosszú távú prognózist. A mai ismeretek alapján a prognózist leginkább a rohamok oka, illetve a hypsarrhythmia (a roham alatti kóros EEG hullámok) fennállásának ideje befolyásolja. Általánosságban azt mondhatjuk, hogy a prognózis rosszabb, ha a beteg nem reagál olyan jól a terápiára, és az agy epileptikus túl aktivitása folyamatos. A kezelés minden esetben eltér, és folyamatában meghatározó a West-szindróma oka (etiológiai osztályozás), és az, hogy az agyfejlődés mely szakaszában következett be a sérülés.
Jelenleg az elsődleges kezelésben, a mellékhatások figyelembevételével, két gyógyszert használnak: ACTH-t és vigabatrint.
ACTH (adeno-corticotrop hormon)
- ACTH - Elsősorban az USA-ban használják.
- Mellékhatások: súlygyarapodás, különösen a törzsön és a fejen, magas vérnyomás, anyagcsere rendellenességek, súlyos irritáció, csontritkulás, szepszis és congestiv szívproblémák.

Vigabatrin
- Vigabatrin (Sabril) – Számos országban használatos, például Európa nagy részén, Kanadában, Mexikóban, és egyre inkább terjed az USA-ban is.
- Mellékhatások: aluszékonyság, fejfájás, szédülés, fáradtság, súlygyarapodás, látáscsökkenés, vagy egyéb látásproblémák.
- A vigabatrin hatékonyságáról ismeretes, különösen effektív a sklerosis tuberosa-ban szenvedő gyerekeknél, itt a mellékhatások is enyhék. Azonban több kutatás kimutatta,[4] hogy a látótér szűkületét okozhatja (a perifériás látás romlását), ezért az Egyesült Államokban 2009 közepéig nem volt elfogadott. Kimutatták azt is, hogy a rövid idejű használatnak (6 hónap, vagy annál kevesebb), nincs hatása a látásra. A gyakori rohamok életvitelre gyakorolt hatását és a mentális leépülést figyelembe véve számos szülő dönt a gyógyszer alkalmazása mellett, és kockáztatja inkább a látásromlás kialakulását.

Egyéb
- Ha az előbbiek nem hatásosak, más gyógyszereket használnak, önmagukban, vagy kombinálva. Ezek közül a kortikoszteroidok (prednisone) a leggyakoribbak, Japánban pedig jó eredményeket értek el a pyridoxine terápiával. Ezeken kívül széles körben használt még a topiramát (Topamax), a lamotrigin (Lamictal), a levetiracetám (Keppra), és a zonisamide (Zonegran).

A ketogenikus diéta hatékonynak tűnik a gyermekkori görcsök kezelésében, a gyerekeknek közel 70%-ánál legalább 50%-osan visszaszorultak a rohamok.

## Prognózis
Nem lehet általános prognózist adni, mind az okok sokfélesége miatt, ahogy fentebb részleteztük, mind pedig a tünetek és az etiológia sokfélesége miatt. Minden esetet egyedinek kell tekinteni.
Az idiopátiás West-szindróma esetében a prognózis jobb, mint a rejtett eredetű (kriptogenikus), vagy a tüneti (szimptomatikus) West-szindrómánál. Az idiopátiás esetekben kevésbé mutatkozik fejlődési probléma a rohamok kezdete előtt, a görcsök pedig általában könnyebben és hatékonyabban kezelhetőek, és kisebb a visszaesés veszélye. Ezeknél a gyerekeknél kevésbé fejlődnek ki az epilepszia egyéb formái; közülük 5-ből 2 gyerek úgy fejlődik, mint egészséges társai.
Ugyanakkor a szindróma egyéb formáinál a kezelés nehezebb, és gyakran az eredmény nem kielégítő; a szimptomatikus és kriptogenikus West-szindrómában szenvedő gyerekek prognózisa nem pozitív, különösen, ha a kezelés hatástalan marad.
A West-szindrómás gyerekek 5%-a nem éli meg az 5 éves kort, sok esetben a szindróma kiváló okai miatt, illetve némely esetben a gyógyszerezés miatt. A gyerekeknek kevesebb mint fele lesz rohammentes a gyógyszerezés hatására. 10-ből 3 esetben mutat a kezelés kielégítő eredményt, és a gyerekeknek csupán 4%-a mutat megközelítőleg normális kognitív és motoros fejlődést.
A gyerekek majdnem 90%-a súlyos motoros és kognitív károsodást szenved, még olyan esetekben is, ha a rohamok kezelése egyébként sikeres. Ez általában nem az epilepsziás rohamok miatt van, hanem sokkal inkább a mögöttük meghúzódó okok állnak a károsodás hátterében (agyi rendellenességek vagy ezek lokációja, illetve súlyossága). A súlyos és gyakori rohamok hosszú távon az agy leépüléséhez vezethetnek.
A szakirodalom szerint a West-szindrómához gyakran kapcsolódik tartós károsodás, így például kognitív sérülés, tanulási nehézség, és viselkedésproblémák, agyi bénulás (10-ből 5 gyerek), pszichológiai zavarok, és gyakran autizmus (10-ből kb. 3 gyerek). Minden esetben szükség van az okok feltárására.
A West-szindrómás gyerekeknek nagyjából 60%-a szenved epilepsziától későbbi életkorban is. Néha a szindróma átfordul fokális, vagy más generalizált epilepsziába. A gyerekeknek körülbelül felénél Lennox–Gastaut-szindróma alakul ki.

## Története
A West-szindrómát egy tornbridge-i sebészről, William James Westről (1793–1848) nevezték el. 1841-ben ő figyelte meg az epilepszia ezen formáját 4 hónapos fián, James Edwin Westen. Tudományos szempontú megfigyeléseit a The Lancet-ben publikálta. A rohamokat „szálem tic”-nek nevezte el.

## Fordítás
- Ez a szócikk részben vagy egészben  a   West syndrome című angol Wikipédia-szócikk fordításán alapul.  Az eredeti cikk szerkesztőit annak laptörténete sorolja fel. Ez a jelzés csupán a megfogalmazás eredetét és a szerzői jogokat jelzi, nem szolgál a cikkben szereplő információk forrásmegjelöléseként.